# Політична етнологія
Політи́чна етноло́гія — наука про взаємодію етнонаціональної та політичної сфер людського буття і, зокрема, про взаємовідносини етнонаціональних спільнот (етносів, націй та етнічних і національних груп) між собою та між ними і державою.

## Предмет та об'єкт дослідження
Предметом дослідження політичної етнології можна назвати етнічну, національну та політичну сфери людського буття. Об'єктом — нації, етноси, етнічні групи тощо.

### Політикоетнологічні процеси
До найпоширеніших політикоетнологічних процесів можна віднести:
- етнічний ренесанс, політизація етнічності та зростання етніцизму
- поширення національної ідеї і піднесення націоналізму
- національно-державне будівництво
- становлення правового, демократичного суспільства[1]

## Історія
У західній політичній думці політична етнологія поширена під назвою «етнополітика», що зумовлено лінгвістичними особливостями нагромадження знань у германо-романських мовних групах. Етнополітика зародилась у 1920-х роках. Першим дослідником етнополітики найімовірніше був шведський політолог Р. Челлен. та німець М. Бем. Першими сформульованими тезами політичної етнології були нариси політологів у журналі «Етнополітичний альманах», який почав виходити в Берліні після першої світової війни. У цьому друкованому виданні науковці висловлювали думку, що етнополітика має займатись дослідженням питань боротьби народів за своє виживання.
По Другій Світовій війні політична етнологія починає стрімко розвиватися як у старій Європі так і в США.

## Етимологія поняття
Поступово в західному суспільствознавстві починає вживатись назва «етнополітична теорія» (ethnopolitical theory), що знімає суперечності у назвах досліджуваної науки. Частина науковців розглядають етнополітичну теорію як окрему самостійну науку, котра вивчає теоретичні проблеми етнополітичних процесів, синтезує доробок інших наук в етнополітичній царині, служить засадничою базою для практичної етнополітики, а часом і виробляє для неї альтернативні рекомендації. В рамках третьої точки зору — етнополітичною теорією вважається історія зародження і розвитку етнополітичної думки в окремих країнах, і у світі в цілому. В цьому випадку основна увага приділяється з'ясуванню і врахуванню особливостей історичного періоду, інтелектуальному рівню середовища, в якому вони створювались, аудиторії, до якої були адресовані, цілям автора, понятійно-термінологічному апарату того часу тощо. Згідно із четвертою точкою зору, етнополітична теорія є ніщо інше як концептуальне роз'яснення значення етнополітологічних термінів, а також тлумачення і створення тих чи інших етнополітичних ідей і концепцій. Зокрема, таких як «етнічності», «етнічного ренесансу», «політизації етнічностей» тощо. У п 'ятому випадку — етнополітична теорія розглядається як створення формальних моделей якогось конкретного або уявного етнополітичного процесу. Основними елементами цих моделей можуть виступати різні етнічні спільноти та їх еліти, держава та її інститути, а також інші чинники, кожний з яких має власні цінності й інтереси і переслідує різні цілі.

## Політична етнологія в Україні
У радянській період в Україні політична етнологія не розвивалась. В СРСР існували спроби вивчення етнонаціональних проблем крізь призму марксистсько-ленінського вчення. Поміж українських вчених, котрі стали піонерами у вивченні політичної етнології можна назвати О. Бочковського, В. Антоновича, Ю. Бойка, В. Вернадського та інших. З-поміж названих дослідників слід виокремити Ольгерда Бочковського, оскільки саме йому належить курс лекцій «Вступ до націології. Курс лекцій», вперше опублікований 1934 р. в Подєбрадах (Чехословаччина) і перевиданий 1992 р. в Мюнхені.
Процес зародження політичної етнології як самостійної науки розпочався в Україні наприкінці 1980-х років.

## Політична етнологія у світі
Політична етнологія як теорія з'явилась та почала розвиватись з кінця 1960-х років ХХ ст. У вигляді самостійної науки остаточно оформилася під кінець 80-х років, а як наукова дисципліна стала викладатися лише з 1995 року. Методико-педагогічну праксеологізацію нової соціально-політичної науки почали у кількох вищих навчальних закладах Києва, Чернівців, Харкова, Миколаєва, Ужгорода, а також у вишах Росії, Молдови, Польщі, Азербайджану та Куби.